# Krzysztof Wybieralski
Krzysztof Wybieralski (ur. 1 lutego 1972 w Poznaniu) – polski hokeista na trawie, olimpijczyk z Sydney 2000. Brat olimpijczyka Łukasza, syn Józefa Wybieralskiego i bratanek Jerzego Wybieralskiego.
Zawodnik grający na pozycji napastnika. Reprezentował barwy klubu Pocztowiec Poznań z którym w latach 1995, 1998 zdobywał tytuł mistrza Polski na otwartym stadionie, a w latach 1994, 1995, 1996, 1998, 1999, 2002 w hali.
Medalista halowego klubowego Pucharu Europy: srebrny w roku 2001 oraz brązowy w latach 1995, 1998.
W reprezentacji Polski rozegrał 110 meczów (w latach 1991-2000) zdobywając w nich 42. bramki.
Uczestnik mistrzostw Europy na otwartym stadionie w Dublinie (1995), gdzie Polska zajęła 6. miejsce oraz Padwie (1999) - 9. miejsce.
Uczestnik mistrzostw świata w Utrechcie (1998), gdzie Polska zajęła 12. miejsce.
Uczestnik halowych mistrzostw Europy w roku 2008, podczas których Polska zajęła 8. miejsce.
Na igrzyskach w Sydney był członkiem polskiej drużyny, która zajęła 12. miejsce.